# Cryptoperla dui
Cryptoperla dui är en bäcksländeart som beskrevs av Ignac Sivec 2005. Cryptoperla dui ingår i släktet Cryptoperla och familjen Peltoperlidae. Inga underarter finns listade i Catalogue of Life.